# Mauno Pekkala
Mauno Pekkala (født 27. januar 1890 i Sysmä, død 30. juni 1952) var en finsk venstreorienteret politiker, som var landets statsminister mellem 1946 og 1948.
Pekkala repræsenterede Det socialdemokratiske parti i Finland, men forlod partiet, da 2. verdenskrig brød ud. Da krigen var ovre, sluttet Pekkala sig til det finske Demokratiske Forbund for Finlands folk, som var en alliance af kommunister, socialister og socialdemokrater. Pekkala tilhørte også Socialistisk Samlingsparti, som samarbejdede med DFFF.